# Ruský chanát
Ruský chanát (bělorusky Рускі каганат, Ruski kahanat, rusky Русский каганат, Russkij kaganat, ukrajinsky Руський каганат, Ruśkyj kahanat) nebo také kaganát (tj. od turkického titulu kagan) je moderní pojem pro hypotetický raně středověký státní útvar v 9. století bezprostředně předcházející Kyjevské Rusi. Nacházel se pravděpodobně někde v oblasti současného Běloruska, Ukrajiny a západního Ruska a pro nedostatek pramenů zůstává zahalen tajemstvím. Název je (stejně jako v případě Kyjevské Rusi) odvozen z označení národa Rus (rusky, ukrajinsky, bělorusky: Русь), nikoli od Rusko (Роcсія/Росія/Рaсія) nebo ruský (русский/російський/расейскі).

## Chán či kagan
Titul chán je turkického původu a vztahoval se tradičně k vůdcům turkických kočovných kmenů. Obdobný titul kagan (tj. „Velký chán“) je turkické označení pro významnějšího panovníka, který na rozdíl od chána vládne většímu státnímu útvaru nazývaného kaganát. Rusové mohli titul kagana převzít od sousedního turkického národa Chazarů. Pro Rusy mohl představovat snahu o vytvoření vlastního státu, čímž by se vyrovnali sousední konkurenční říši Chazarů a tak s Chazary lépe soupeřit o kontrolu nad slovanskými kmeny v oblasti. Podle méně známých zdrojů (Peter Golden, Omeľjan Josifovič Pricak) naopak titul symbolizoval vazalskou závislost Rusů na Chazarské říši. V historických pramenech z 10. století se titul ve vztahu k vládci Rusů nepoužíval. Předpokládá se, že v té době nebylo zvykem ho užívat nebo se ho užívalo neoficiálně, a to z důvodu jeho neevropského či nekřesťanského původu. Nicméně titul „chán“ se objevuje v řadě staroruských textů z 11. a 13. století. Titul byl totiž přiznán kyjevským knížatům.

## Území
Existuje několik variant, kde se nacházelo území ruského kaganátu:
- Střední Podněpří (tzv. Polansko) - území východních Slovanů[1].
- Území u Azovského moře - oblast levobřežního Dněpru, středního toku Donu a horního toku Oky[2].
- Oblast Podoní[3].
- Severozápadní oblast dnešního Ruska, která byla dříve osídlena skandinávským obyvatelstvem[4].

## Historie

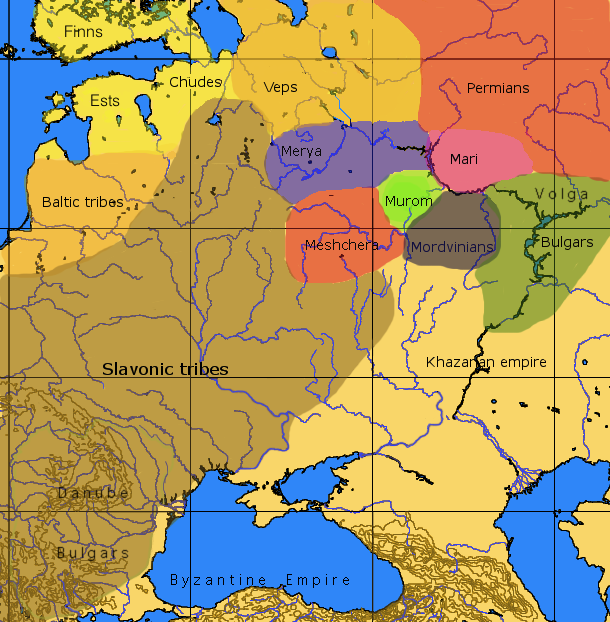
Kmeny ve východní Evropě v 9. století

Ruský kaganát vznikl pravděpodobně v 9. století a byl přímým předchůdcem Kyjevské Rusi.
Ucelený pohled na dějiny ruského kaganátu však neexistuje, a to ze dvou důvodů:
- Chybí zdroje, které by mohly toto období dějin dokumentovat.
- Politický systém východních Slovanů a obyvatel Kyjevské Rusi a jejich život v první polovině 9. století.

### Verze prvních písemných zmínek oRuskem chanátu
Nejstarší písemná zmínka o tomto chanátu pochází z roku 839, kdy podle staroruských letopisů ještě neexistovala Kyjevská Rus.

#### 9. století
- Bertinské anály (839)

CHAN NÁRODA RUSKÉHO (rusky: хакан народа Рос)
V oficiální franské kronice je záznam textu s názvem Povídání o byzantském poslu. Text hovoří o tom, jak 18. května 839 přišel na dvůr posel Ludvíka I. Pobožného s požadavkem, aby uznal existenci Ruského chanátu:  ... že oni, tj. národ, se nazývají Rusové (Rhos) a jejich král (rex), který měl titul chán (chacanus) je poslal spolu s Teofilem za ním. On (Theofil) prosil ..., aby z milosti císaře a s jeho pomocí se přes jeho zemi bezpečně dostali do své vlasti, protože cesta, kterou do Konstantinopole přijeli ležela na území Barbarů. Sám Theofil si nepřál, aby se vrátili stejnou cestou, aby se jim něco špatného nestalo. Císař si důkladně prostudoval proč k němu Theofil s posly přišel a zjistil, že tito lidé jsou z národa Švédů (Sueones), proto je pokládal spíše za podvodníky (i v jejich, i ve své zemi), než za přátelský národ. Rozhodl se je tedy dlouho zadržet, dokud se nevyjasní jak to vlastně s nimi je - zda k němu přišli s čistými úmysly nebo ne.
- Dopis Ludvíka II. (871)

CHAN NORMANŮ (rusky: хаган норманнов)
V odpovědi na poselství byzantského císaře Basileia I. Ludvík II. vede spor o titulech zahraničních vládců a tvrdí, že Frankové - na rozdíl od Byzantinců - nazývali chanátem pouze stát Avarů, a ne Chazarů nebo Normanů: My nazýváme chanátu stát Avarů, a ne Chazarů ani Normanů a vládce Bulharů se nenazývá státníkem, ale králem nebo panovníkem.
O čem projednával v ztraceném listu Basileios I. není známo. Normani (doslovný překlad tzv. Severní lidé) se v tomto případě ztotožnili s Rusy na základě antologických a latinských pramenů z toho období.

#### 10. století
- Arabsko-perští geografové (Ibn Rusty, Chudul Al-Alam)

CHÁN RUSI (rusky: хакан рус)
V souhrnném díle Anonymní zeměpisné zápisky z 9. století se nachází nejstarší možná zmínka o východní Evropě z arabského světa. Na jeho stránkách se Ibn Ruste a Hubl Al-Alam shodují v názoru, že Rusové se od Slovanů liší tím, že žijí na ostrovech a jejich panovník má titul chán .

#### 11. století-12. století(Kyjevská Rus)
Metropolita Kyjevské Rusi patriarcha Ilarion ve svých traktátech (Slovo o zákonu a milosti a Vyznání víry) nazývá chánem Vladimíra I. jako „Velkého chána naší země“ a jeho syna Jaroslava I. Moudrého zase „Blahověrným chánem Jaroslavem“.